# FK Mladá Boleslav
FK Mladá Boleslav este un club de fotbal din Mladá Boleslav, Cehia care evoluează în Gambrinus liga. Sponsorul principal al echipei este Škoda Auto.

## Jucători notabili
- Roman Bednář
- Marek Matějovský
- Petr Mikolanda
- Tomáš Poláček
- Daniel Tchuř
- Ondřej Švejdík
- Marek Kulič
- Miloš Brezinský
- Lukáš Jarolím
- Milan Páleník
- Marian Palát
- Ladislav Volešák
- Václav Koloušek
- Tomáš Čáp
- Martin Abraham
- Petr Voříšek
- Tomáš Pešír
- Jan Rajnoch
- Marek Jarolím
- Jaroslav Nesvadba
- Karel Kroupa
- Milan Kopic
- Ngasanya Ilongo
- Michal Papadopulos